# ファルタ
ファルタ（Vertrieb Aufladung Reparatur Transportabler Akkumulatoren、VARTA AG; バルタないしヴァルタとも）は、ドイツのエルヴァンゲンに拠点を置く電池メーカーである。
1887年 創業者 Adolph MüllerによりVARTAの前身であるAccumulatoren-Fabrik Tudorschen Systems Büsche & Müller OHGが設立される。1904年、子会社の VARTA Accumulatoren GmbH がベルリンに設立される。(VARTA は、可搬型電池の販売、充電、修理を意味するドイツ語の略)。以後、自動車、産業、消費者市場のための電池を製造している。
2002年の会社分割により、自動車向け電池部門VARTA Automotive Batteriesがジョンソンコントロールズへ（さらに売却され、2023年現在はクラリオス社がVARTAブランドの鉛蓄電池を製造販売している）、一般消費者向け電池部門VARTA Consumer Batteriesがスペクトラム・ブランズへ売却されたが、2020年にVARTA Consumer Batteriesを買収し再統合、同じく自動車向け電池部門をEV向け電池部門VARTA Driveとして新たに立ち上げた。
現在では、欧州を中心にグローバルに展開をする総合電池メーカーとして様々な電池を供給している。

## 製造品目
ファルタ・マイクロバッテリー（VARTA Microbattery Pte Ltd）より。
- 一次電池
  - 二酸化マンガンリチウム電池（円筒形、コイン形、カード形）
  - アルカリマンガン乾電池（円筒形、コイン形）
  - 空気電池
  - 酸化銀電池
  - 水素発生セル（水素ガス発生装置）
  - 酸素センサ
- 二次電池
  - ニッケル水素蓄電池（ボタン電池、円筒形、角形（ガム形））
  - リチウムポリマー電池 PoLiFlex® PLFシリーズ（平形（バッテリーパック）、ボタン電池 MCシリーズ）
  - リチウムイオン充電池 CoinPowerシリーズ
  - 二酸化マンガンリチウム二次電池（ボタン電池 MLシリーズ）